# V. István moldvai fejedelem
V. István, románul: Ștefan Lăcustă, (1508 – 1540. december 20.) Moldva fejedelme 1538. szeptember 21-től haláláig.
Uralkodása alatt sáskajárás dúlta Moldvát (innen a mellékneve). Kegyetlensége miatt ölték meg.